# Le Monstre (pel·lícula de 1903)
Le Monstre és un curtmetratge mut de trucs francès del 1903 dirigit per Georges Méliès.

## Argument
Un príncep egipci contracta un sacerdot per ressuscitar la seva dona morta. El sacerdot recupera l'esquelet de la dona d'una tomba i fa una pregària sobre ella. L'esquelet agafa vida i comença a ballar. El sacerdot embolcalla l'esquelet amb tela, creant un monstre envoltat que balla maníac i creix ràpidament. El sacerdot fa una altra pregària i el monstre torna a la mida normal i es transforma en l'esposa del príncep. El sacerdot embolica un altre sudari al voltant de la princesa i la llança al príncep. Quan es desenrotlla el drap, només queda l'esquelet.

## Producció
Méliès apareix a la pel·lícula com el capellà. Els efectes especials es van crear amb maquinària escènica (incloent escotilla), escamoteigs i superimposició; l'esquelet ballant era una marioneta controlada per cables.

## Temes
L'argument de Le Monstre és una inversió exacta d'una de les principals pel·lícules anteriors de Méliès, Escamotage d'une dame au théâtre Robert-Houdin. A la pel·lícula anterior, una dona viva es converteix en un esquelet abans de tornar a la seva forma viva; a la pel·lícula posterior, un esquelet es converteix temporalment en una dona viva. Les dues pel·lícules són exemples del tema memento mori en l'art. Lee Monstre és també una reminiscència de les pel·lícules de terror, però es va fer abans que el terror s'establís com a gènere cinematogràfic.
El disseny de producció de la pel·lícula evoca l'Egiptomania, el redescobriment de l'art i la cultura de l'Antic Egipte al segle XIX. Le monstre, com la pel·lícula britànica de 1901 estilísticament similar The Haunted Curiosity Shop, es va basar molt en Concepcions occidentals de l'Antic Egipte per a elements de disseny com així com per a un sentit del ritualisme i l'ocultisme antics. La pel·lícula no és una obra centrada en la narrativa, sinó més aviat una pel·lícula de trucs en què els elements de l'Antic Egipte, filtrats a través d'una llarga tradició de representació i popularitat a la cultura occidental, contribueixen al sentit de la màgia.

## Llançament
Le monstre va ser llançat per la Star Film Company de Méliès i està numerat del 481 al 482 als seus catàlegs. El 30 de juny de 1903, va ser dipositat a la Biblioteca del Congrés dels Estats Units pel copyright nord-americà. Als catàlegs americans de Méliès, el sacerdot egipci va ser identificat erròniament com a dervix.